# 奥龙上舍萨勒

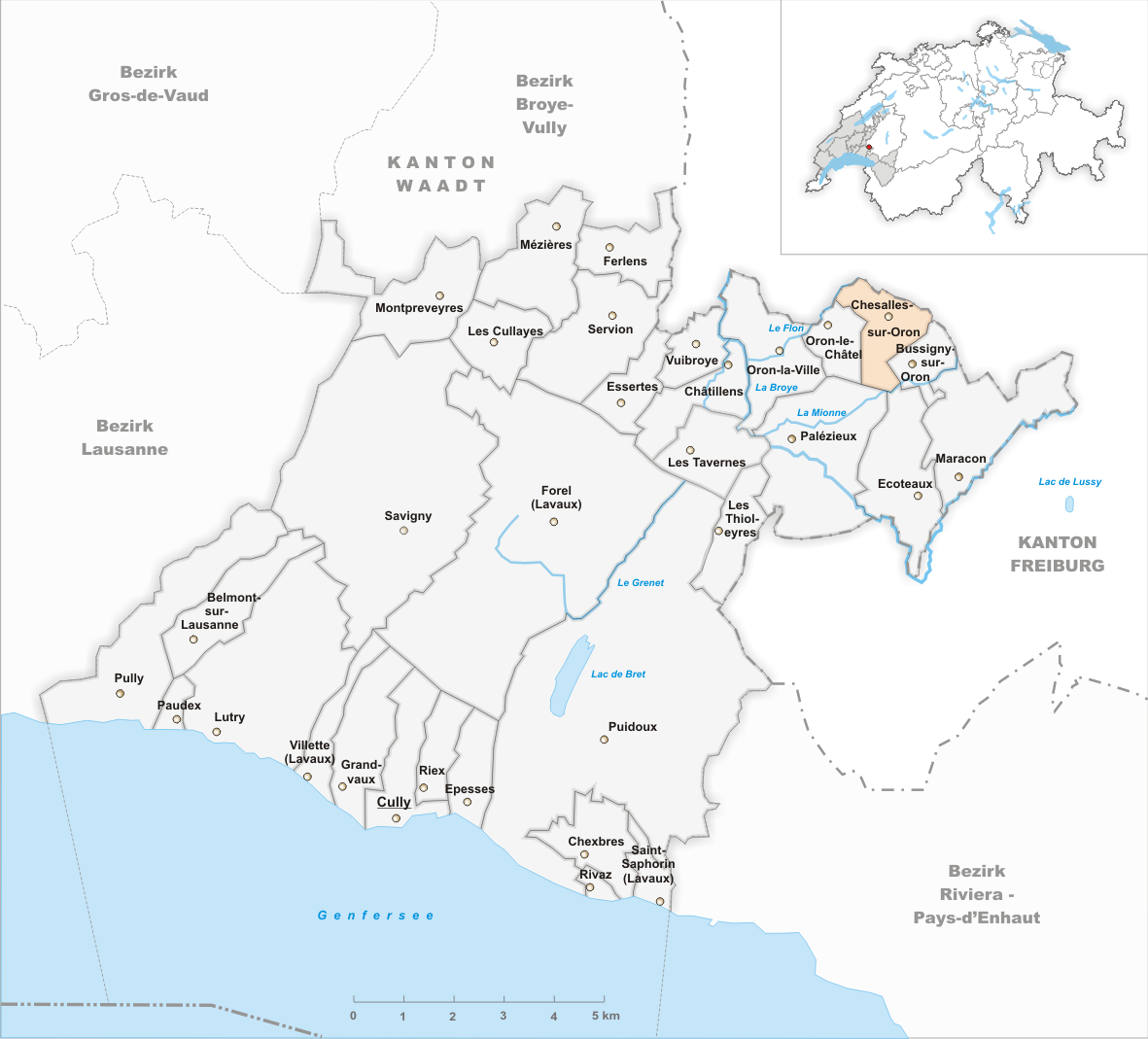
2012年前的奥龙上舍萨勒位置示意图

奥龙上舍萨勒（法語：Chesalles-sur-Oron）是是2012年1月1日之前瑞士联邦西部法语区的沃州下设的一个镇。在行政上属于拉沃-奥龙区管辖。奥龙上舍萨勒的总面积为2.00平方公里。截至2010年底，总人口为189。现已并入奥龙。

## 历史
2012年1月1日，拉沃-奥龙区的十个市镇沙蒂扬、奥龙上舍萨勒、埃科托、莱塔韦尔讷、莱蒂欧莱伊、奥隆勒夏泰尔、奥隆拉维尔、帕莱济厄、维伊布罗瓦正式合并，新的奥龙镇宣告成立。